# 砂に書いたラブレター
「砂に書いたラブレター」（すなにかいたラブレター、英語: Love Letters in the Sand）は、1931年に最初に出版されたポピュラー曲。作曲は J・フレッド・クーツ、作詞はニック・ケニーとチャールズ・ケニーである。この曲は、1881年にウィリアム・D・ヘンドリクソン (William D. Hendrickson) が作曲した「The Spanish Cavalier」という歌に「インスピレーションを受けた (inspired)」ものとされている。最初にこの曲をヒットさせたのはテッド・ブラック (Ted Black) の楽団であった。
日本語では「砂に書いたラブレター」と表記するのが一般的であるが、中黒を入れて「砂に書いたラブ・レター」とすることもある。また、1930年代の日本では「恋の砂文字」として紹介されていた。
英語原題にある「Love Letters」は「複数の恋文」ではなく「愛を意味する複数の文字」たとえば「L、O、V、E の4文字」などを意味する。

## おもなカバー
- 1931年には、テッド・ブラックとその楽団 (Ted Black and His Orchestra) のほかにも、ジーン・オースティン（英語版）やリー・モース（英語版）がそれぞれこの曲の吹き込みを行なった。
- パット・ブーンによるカバー盤が、1957年6月から7月にかけて大ヒットとなり、Billboard Top 100 の首位に達して5週にわたってその座にとどまった上、合計34週にわたってチャートに留まった。『ビルボード』誌は、1957年の年間チャートで、この曲を2位とした[2]。この曲は、ブーンが主演した映画『バーナディン (Bernardine)』にも使われた。ブーンは、この曲のインストゥルメンタル演奏の部分で、口笛も吹いている。このブーンの録音は、もともとインストゥルメンタルによる短い前奏が入っていたが、その後のほとんどのバージョンでは、ブーンの歌声から演奏が始まるようになっている。
- ケン・グリフィン（英語版）は、この曲のオルガン演奏をタイトル曲として、1957年のアルバム『Love Letters in the Sand』を出した。
- ボブ・エバリー（英語版）は、スペイン語を盛り込んだ1957年のアルバム『Bob Eberly Con Enoch Light Y Su Orquesta』に、英語で歌ったこの曲を収録したが、曲名には「Cartas De Amor En La Arena」とスペイン語の副題を添えた。
- アンディ・ウィリアムスは、1959年のアルバム『Two Time Winners』にこの曲を収録した。
- ビル・ヘイリーと彼のコメッツは、1960年のカバー・アルバム『Bill Haley and His Comets』にこの曲を収録した。
- リロイ・ヴァン・ダイク（英語版）は、1961年のカバー・アルバム『Movin' Van Dyke』にこの曲を収録した。
- イングランドの歌手ヴィンス・ヒル（英語版）が1967年に出したこの曲のカバーは、全英シングルチャートの23位まで上昇した[3]。
- リトル・ウィリー・リトルフィールド（英語版）は、1990年のアルバム『Singalong with Little Willie Littlefield』にこの曲を収録した。